# Попсуй-Шапка Митрофан Антонович
Попсуй-Шапка (Попсуй-Шапко) Митрофан Антонович  (нар. 17 листопада 1877, Нова Водолага, Нововодолазька волость, Валківський повіт, Харківська губернія, Російська імперія — пом. 18 жовтня 1960, Прага, Чехословаччина) — полковник Армії УНР.

## Життєпис

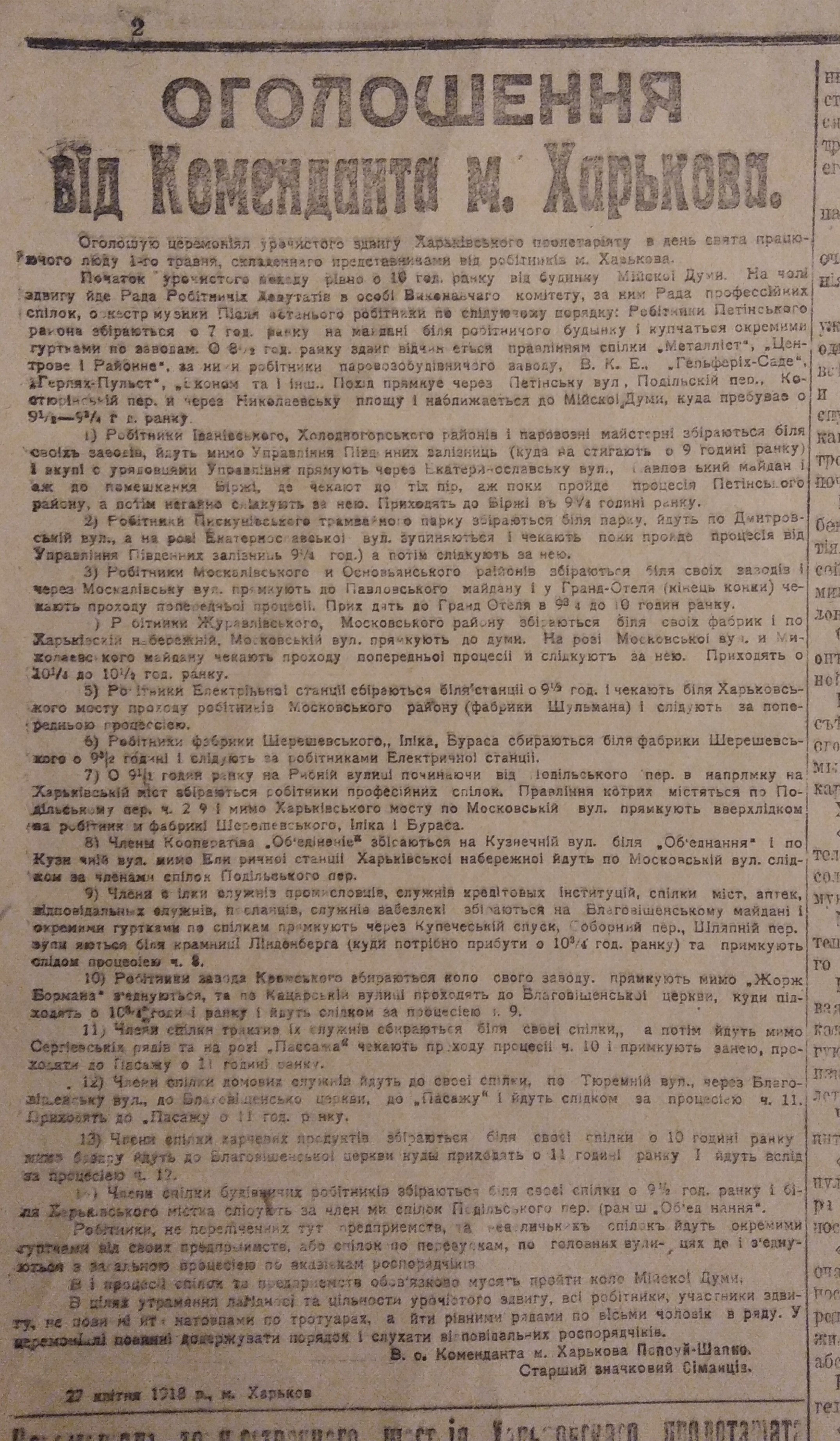
"Южный Край" від 28 квітня 1918-го року. Оголошення за підписом В.о. Коменданта м. Харкова - Попсуй-Шапка

Народився у містечку Нова Водолага Нововодолазької волості Валківського повіту Харківської губернії.
З початком Першої світової війни був мобілізований до 85-го піхотного запасного батальйону. Закінчив 3-тю Московську школу прапорщиків (14 серпня 1915 року), служив у 664-й пішій Полтавській дружині. Останнє звання у російській армії — поручик.
У травні 1917 року на чолі 275 козаків перейшов з 664-ї дружини до 1-го Українського Запорізького полку, що створювався з українців запасних частин Москви. Брав участь у І, II та III Всеукраїнських військових з'їздах. У 1917 році очолював Українську військову раду Московської військової округи. З листопада 1917 року був начальником військових частин, сформованих з вояків-українців у Москві. З грудня 1917 року — командир 1-ї сотні 2-ї Української юнацької школи, старшина Чорного куреня Гайдамацького Коша Слобідської України.
З 8 квітня 1918 року — комендант Харкова. За Гетьманату П. Скоропадського — голова харківської філії товариства українських офіцерів «Батьківщина», член місцевого відділення Національного Союзу. У грудні 1918 року — харківський військовий комендант.
З 16 січня 1919 року — комендант штабу Правобережного фронту Дієвої Армії УНР. З березня 1919 року був приділений до Військового міністерства УНР. З червня 1919 року — на посаді тилового коменданта. У грудні 1919 року був інтернований польською владою у Рівному.
З 28 квітня 1920 року — комендант Вінниці, згодом — Києва, знову — Вінниці. З 30 липня 1920 року — комендант штабу Армії УНР. З 1 листопада 1920 року — старшина для доручень Окремого корпусу кордонної охорони УНР.
У 1920-х рр жив в еміграції у Польщі (на Волині).
Помер 18 жовтня 1960 року. Похований у Празі

## Родина
Син Олександр загинув у рядах Дієвої Армії УНР.